# Juan Martínez Salafranca
Juan Martínez de Salafranca (Villel, 1697-Villel, 1772), sacerdote, periodista, escritor, pedagogo y filólogo y gramático de la Ilustración.

## Biografía
Su apellido materno era Calvete; en Madrid fue capellán del Buen Consejo y del Colegio Imperial de San Isidro; frecuentó la tertulia del abogado Julián Hermosilla, uno de los mayores defensores del Clasicismo, que se autodenominó al poco Academia Universal y había sido fundada en febrero de 1735. La integraban los juristas Juan Antonio de Rada y Berganza y Manuel de Roda y Arrieta, el brigadier Francisco de Zabila y el también sacerdote Jerónimo Escuer, añadiéndose posteriormente a la misma Agustín Montiano y Luyando. En el seno de esta tertulia-academia promovió diversas empresas culturales, entre ellas la Real Academia de la Historia, de la que fue nombrado presidente en 1737 hasta que fue oficial en 1738. 
También fundó, junto a Francisco Manuel de Huerta (quien se retiró pronto del proyecto) y Leopoldo Gerónimo Ruiz la revista trimestral Diario de los literatos de España (1737-1742), protegido por el rey Felipe V y su ministro José del Campillo y Cossío, quien hizo que lo subvencionara la secretaría de Hacienda. En sus propósitos y nombre imitaba al Journal des Savants de París y resumía, extractaba o reseñaba las publicaciones del momento. Salafranca redactó habitualmente en sus páginas, pero también colaboraron, no pocas veces bajo pseudónimo, Juan de Iriarte, José Gerardo de Hervás, más conocido como «Jorge Pitillas», y Gregorio Mayáns y Siscar. Finalmente en 1772 murió en Villel, su pueblo natal.
Bajo el influjo de Feijoo compuso además e imprimió unas Memorias eruditas para la crítica de las artes y de las ciencias (1736); Memorias de antigüedades de Madrid, de Alcalá y de otros pueblos; Advertencias pertenecientes a la ciudad de Teruel y a sus jueces; Método de estudio; Manual de gramática castellana; Gramática griega; Gramática latina y Gramática Hebrea.

## Obras
- Memorias eruditas para la crítica de artes, y ciencias extrahidas de las actas, bibliothecas, observaciones, ephemerides, memorias, relaciones, miscelaneas, historias, dissertaciones de todas las Academias de la Europa, y de los authores de mayor fama entre los eruditos Madrid, Antonio Sanz, 1736.
- Memorias de antigüedades de Madrid, de Alcalá y de otros pueblos
- Advertencias pertenecientes a la ciudad de Teruel y a sus jueces
- Método de estudio
- Manual de gramática castellana
- Gramática griega
- Gramática latina
- Gramática Hebrea